# Michel Doneda

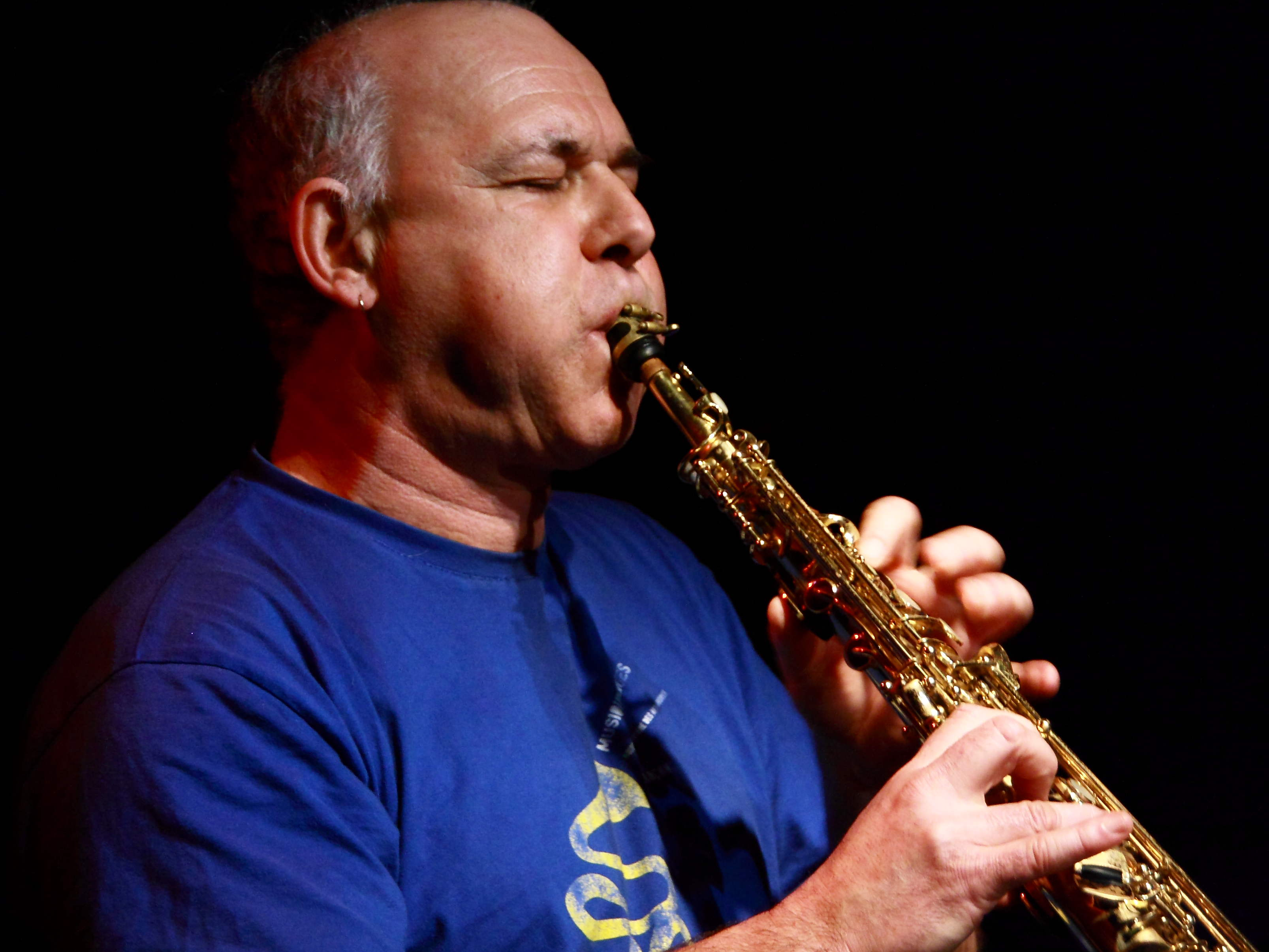
Michel Doneda, Club W71 Januar 2011

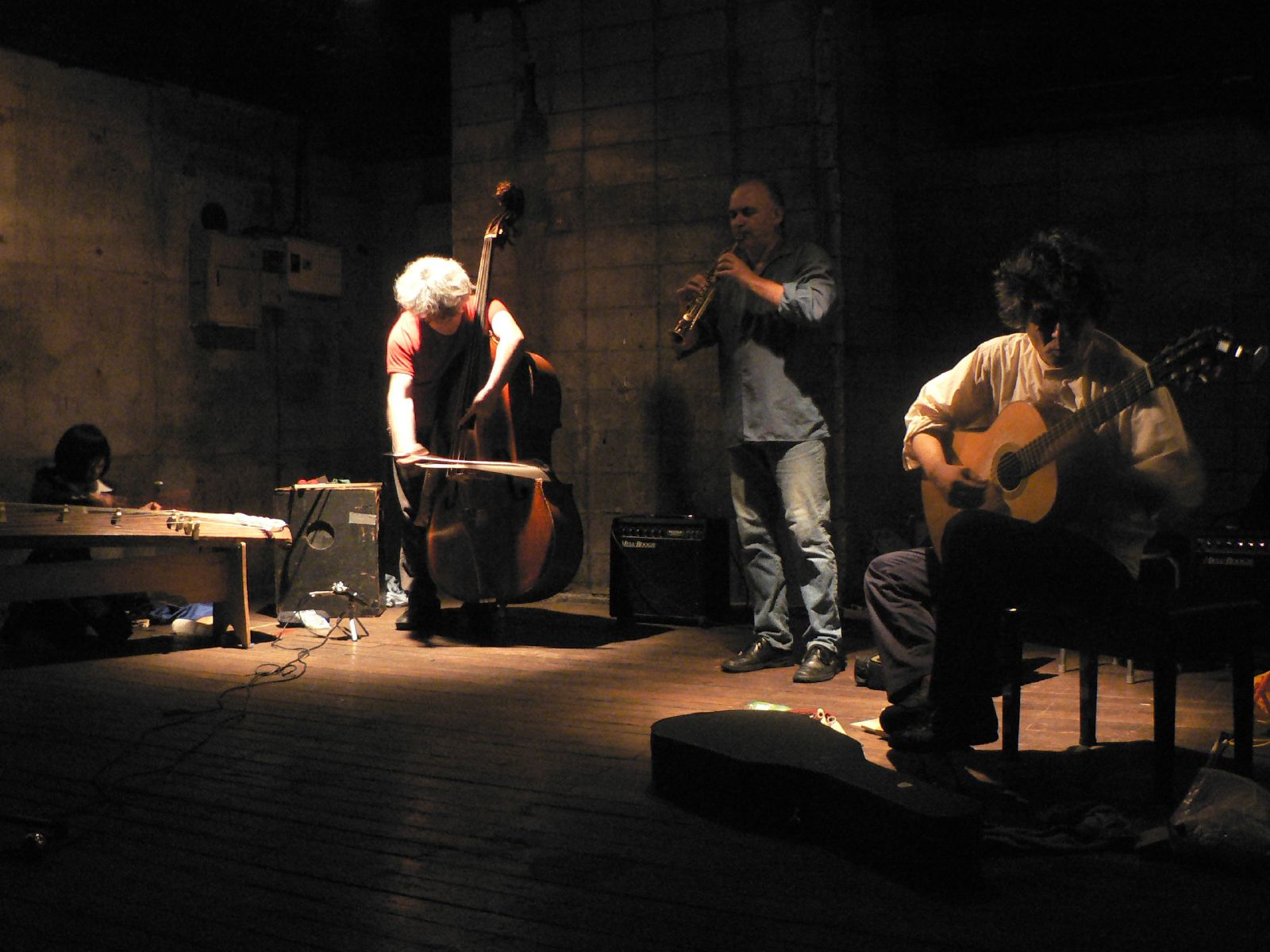
Doneda mit Plan B, Tokyo Mai 2007

Michel Doneda (* 21. November 1954 in Brive-la-Gaillarde) ist ein französischer Jazz-Sopransaxophonist des Avantgarde und Creative Jazz.

## Leben und Wirken
Michel Doneda begann seine Musikerkarriere im Alter von 15 Jahren, als er mit lokalen Bands spielte. Zu Beginn der 1980er Jahre gründete er in Toulouse das Saxophon-Trio Hic et Nunc mit Didier Masmalet und Steve Robins, arbeitete in Marseille mit der Formation GRIM und mit Louis Sclavis. Später spielte er auf dem Festival von Chantenay-Villedieu und arbeitete mit der Musiker-Kooperative Nato zusammen, außerdem spielte er in dieser Zeit mit Musikern wie Fred Van Hove, John Zorn, Lol Coxhill, Raymond Boni, Phil Wachsmann, Ravi Prasad, Joëlle Léandre und anderen.
Im Jahr 1986 wurde er Mitglied eines Trios mit Daunik Lazro am Baritonsaxophon und Lê Quan Ninh als Schlagzeuger und nahm erste Alben unter eigenem Namen auf. Ende der 1980er Jahre arbeitete er auch im Trio mit Alain Joule und Barre Phillips sowie mit Dominique Regef und Elvin Jones sowie in unterschiedlichen Formationen mit Beñat Achiary. Im Jahr 1993 reiste er in den Gabun, wo er die dortige afrikanische Musik erforschte; nach seiner Rückkehr spielte er u. a. mit Elliott Sharp und Jin Hi Kim. 1994 nahm er ein Album für das damalige Freejazz-Label FMP auf, Open Paper Tree. 1998 entstand das Soloalbum Anatomie Des Clefs. Im Jahr 2007 spielte er in Paris gemeinsam mit dem Tenorsaxophonisten Mats Gustafsson und der Gruppe Sonic Youth. Er arbeitet häufig im Trio John Russell und Roger Turner.
Doneda spielt ausschließlich Sopransaxophon und Sopraninosaxophon.

## Diskographie (Auswahl)
- Terra (1985)
- General Gramophon (1988)
- Aranoa (1988)
- L'Élémentaire Sonore (1991)
- Egyptian Fantasy (1992)
- Open Paper Tree (FMP, 1994)
- Ce n'est pourtant (L'impreinte Digitale, 1995)o
- M'Uoaz (Scisors, 1995)
- Anatomie Des Clefs (Potlatch, 1998)
- Michel Doneda & Alexander Frangenheim: Murmuration (2023)